# Parathyris cedonulli
Parathyris cedonulli är en fjärilsart som beskrevs av Stoll 1781. Parathyris cedonulli ingår i släktet Parathyris och familjen björnspinnare. Inga underarter finns listade i Catalogue of Life.

## Bildgalleri

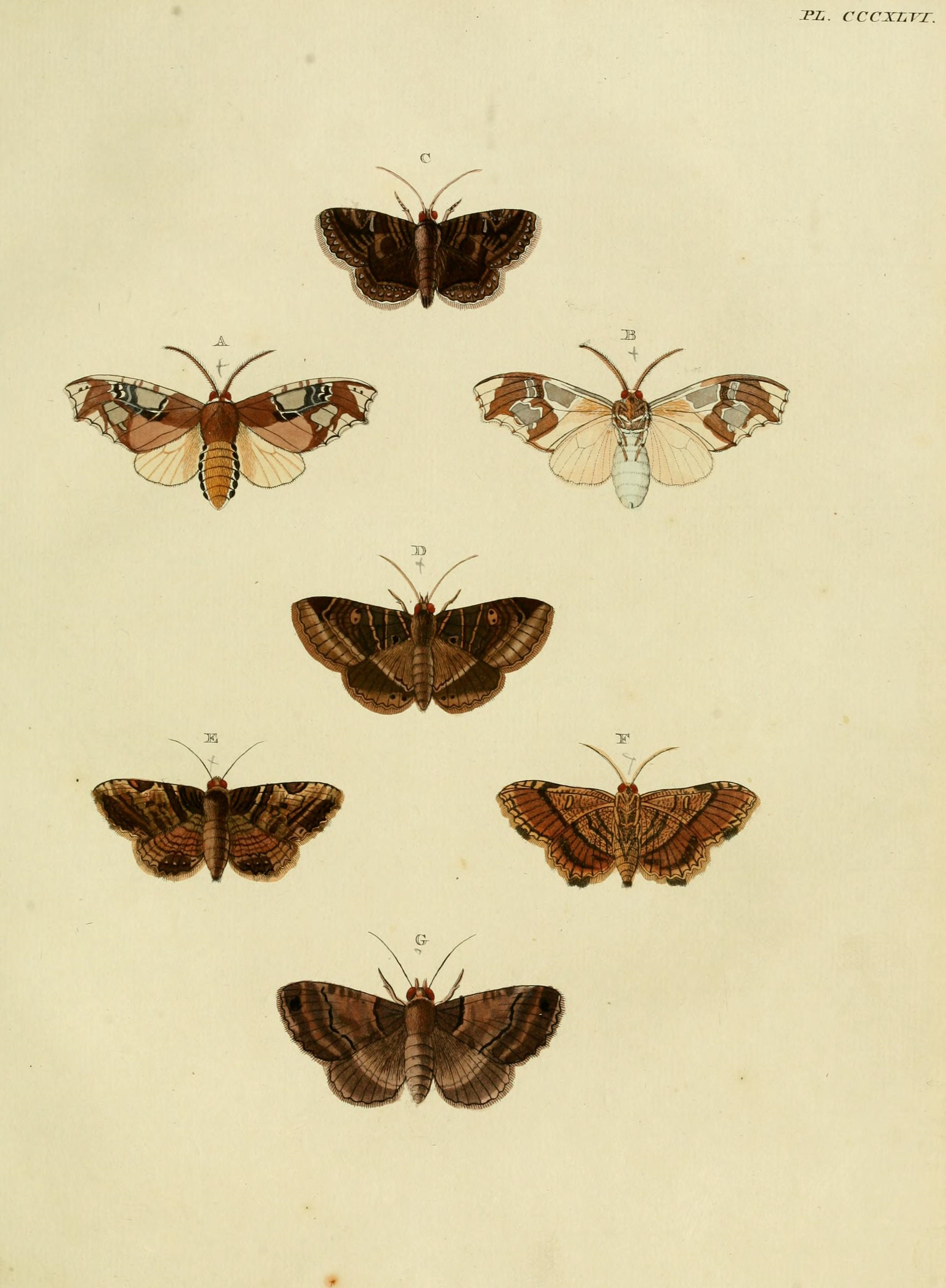